# Phoenix (videojuego)
Phoenix es un videojuego arcade de estilo matamarcianos diseñado por la empresa Amstar Electronics (la cual se encontraba en Phoenix, Arizona, Estados Unidos) y licenciado por Centuri para su distribución en Estados Unidos y a Taito Corporation para su distribución en Japón. Fue lanzado en 1980 con una gran aceptación. En 1982 Atari lanzó la versión para la consola Atari 2600.

## Descripción
Como tantos otros arcades de la época, en Phoenix el jugador maneja una nave anclada a la parte inferior de la pantalla pudiendo moverla solamente en sentido horizontal.
En esta ocasión, además del disparo láser, el jugador cuenta con un botón que activa una barrera protectora durante unos segundos pudiendo repeler así los ataques de las hordas enemigas. Durante el tiempo que está activa la barrera protectora (aproximadamente un segundo) el jugador permanece inmóvil y no podrá volver a utilizar este escudo hasta pasados cinco segundos.
Los enemigos en Phoenix están representados por dos tipos de pájaros que nos atacarán en formación durante las pantallas 1 hasta la 4. En la pantalla 5 lucharemos contra una gran nave nodriza, introduciendo por primera vez en un videojuego el concepto de "jefe de final de fase".
Una vez vencida la nave nodriza volveremos a la pantalla 1 con un incremento en la dificultad.

## Controles
Salvo la versión japonesa que disponía de un joystick, en el resto del mundo la cabina contaba con cuatro botones de acción: derecha, izquierda, disparo y escudo.

## Música
Durante el desarrollo del juego se pueden escuchar dos melodías:
- Romance de amor
- Para Elisa de Beethoven

## Copias
- Griffon, clon realizado en 1980 por Videotron.
- Falcon, clonado por BGV en 1980.
- Vautour, clonado por Jeutel en 1980 y distribuido en Francia.
- Cóndor, clonado por Sidam en 1981.
- Fénix, clon realizado en 1980 en español
- Next fase, Clonado petaco S.A. en 1981
- Batman 2, Clonado en 1981

## Curiosidades
- Fue el primer juego en su género en introducir diferentes fases en lugar de repetir siempre la misma pantalla como ocurría en coetáneos como Space Invaders y Galaxian.
- Fue el primer juego en introducir la figura del Jefe de final de fase (boss en inglés).
- La empresa creadora del juego Amstar Electronics estaba establecida "casualmente" en la ciudad norteamericana de Phoenix, Arizona.
- Tiene el triste honor de ser uno de los juegos más pirateados de su época debido a la sencillez de su hardware.
- La máxima puntuación conseguida oficialmente, está en poder de Mark Gotfraind con 987.620 puntos, conseguido en la competición de 1984 "Cloverleaf Golf N Game" disputada en Miami Beach, Florida.[5]